# Industriekultur am Aabach

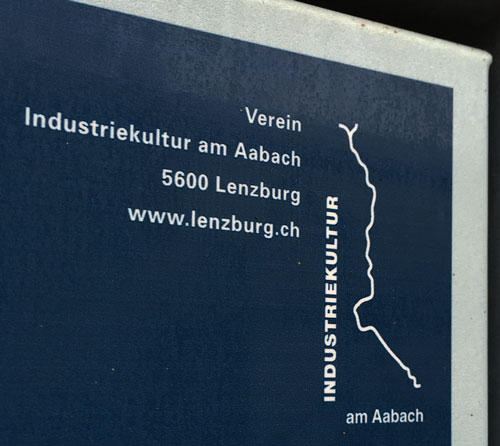
Signet des Industriekulturpfads am Aabach auf einer Informationstafel

Industriekultur am Aabach ist die Bezeichnung einer Route zu Objekten der Industriekultur entlang dem Unterlauf des Aabachs im Schweizer Kanton Aargau und zugleich der Name des Vereins, der dieses historische Vermittlungsprojekt betreut.

## Organisation
Auch in der alten, am Aabach entstandenen Industrielandschaft der Region Seon–Lenzburg–Wildegg machte sich seit der zweiten Hälfte des 20. Jahrhunderts der Strukturwandel immer stärker bemerkbar. Deshalb gründeten einige an der Wirtschaftsgeschichte interessierte Personen aus der Region im Jahr 2002 den Verein Industriekultur am Aabach mit dem Ziel, die Industriegeschichte in der Öffentlichkeit besser zu vertreten und die noch vorhandenen technikgeschichtlichen Anlagen im Aabachtal zu dokumentieren und wenn möglich als historische Denkmäler der Technik und der Wirtschaft zu erhalten.
Zusammen mit Privatunternehmen, den Gemeinden am Aabach, der kantonalen Denkmalpflege und dem Verband Aargauer Museen und Sammlungen VAMUS untersuchte der Verein Industriekultur am Aabach seither Firmengeschichten, sicherte Informationen über die vielfältigen Technikanwendungen im Gebiet vom Seetal bis an die Aare und richtete einen mit Informationsschildern ausgestatteten Rundgang vom Hallwilersee bis zum Bahnhof Wildegg ein.

## Technikgeschichte
Die durch die Industrieroute erschlossenen Technikstandorte liegen in den Gemeinden Seengen, Seon, Lenzburg, Niederlenz und Möriken-Wildegg. Die Gewerbeanlagen und Fabriken entstanden zum grössten Teil wegen der am Aabach verfügbaren Wasserkraft. Der kleine Fluss weist auf der ca. 19 Kilometer langen Strecke vom Hallwilersee und vom Regulierwehr beim Schloss Hallwyl bis zur Mündung in die Aare ein Gefälle von 100 Metern auf. Mit dem Abfluss aus einem beträchtlichen Einzugsgebiet ermöglichte er so seit dem Mittelalter die Errichtung zahlreicher Wasserkraftanlagen und seit dem 18. Jahrhundert den Bau von Fabriken mit mechanisch angetriebenen Werkmaschinen. Nach der Einführung der Wasserturbinen und später der elektrischen Energie wurden die meisten Wasserwerke am Aabach modernisiert. Einige davon treiben bis heute und auch nach der Stilllegung mehrerer Produktionsbetriebe Kleinkraftwerke an.
Neben den von der Wasserkraft abhängigen Anlagen weist das Aabach-Tal auch Technikmonumente der Verkehrsgeschichte, besonders Bauwerke der Eisenbahn aus dem 19. und dem 20. Jahrhundert sowie zahlreiche Brücken aus mehreren Jahrhunderten, und bedeutende sozialgeschichtliche Denkmäler der mit der Industriegeschichte zusammenhängenden Wohnkultur auf.

## Route
| Objekt                                      | Gemeinde                    | Entstehungszeit       | Beschreibung                                                                   | Bild |
| ------------------------------------------- | --------------------------- | --------------------- | ------------------------------------------------------------------------------ | ---- |
| Schlossmühle Hallwyl                        | Seengen                     | Mittelalter           | Ehemals Zwingmühle von Seengen und Umgebung                                    |      |
| Obere Mühle Seon                            | Seon                        |                       | Getreidemühle bis 1942, Tabakstampfe                                           |      |
| Spinnerei                                   | Seon                        | 19. Jahrhundert       | Textilfabrik, später Zigarrenfabrik                                            |      |
| Mühle im Unterdorf                          | Seon                        | Mittelalter           |                                                                                |      |
| Sägerei                                     | Seon                        | 19. Jahrhundert       |                                                                                |      |
| Maschinenfabrik                             | Seon                        |                       |                                                                                |      |
| Buntweberei Müller                          | Seon                        | 1836                  | Textilfabrik (bis 1996)                                                        |      |
| Sigismühle                                  | Seon                        | Mittelalter           | Getreidemühle, 19. Jahrhundert Papierfabrik                                    |      |
| Sauerstoffwerk Lenzburg                     | Lenzburg                    | 1911                  | Seit 2003 Messer Schweiz AG                                                    |      |
| Textilfabrik                                | Lenzburg                    | 1857                  | Seit 1901 Kartonfabrik, 2014 abgebrochen                                       |      |
| Waffenfabrik Hämmerli                       | Lenzburg                    | 1848                  | 1973 an SIG, 2001 Produktion in Lenzburg stillgelegt                           |      |
| Hanfreibe                                   | Lenzburg                    | 18. Jahrhundert       | Textilfabrik, später Teigwarenfabrik                                           |      |
| Obere Mühle                                 | Lenzburg                    | 17. Jahrhundert       | Getreidemühle                                                                  |      |
| Müllerhaus                                  | Lenzburg                    | Um 1780               | Wohnhaus des Unternehmers Gottlieb Hünerwadel                                  |      |
| Bleiche                                     | Lenzburg                    |                       | Gewerbeareal                                                                   |      |
| Mittlere Mühle                              | Lenzburg                    | Mittelalter           | Getreidemühle                                                                  |      |
| Stadtbahnhof                                | Lenzburg                    | 1883                  | Seetalbahn, 2004 abgebrochen                                                   |      |
| Bahntunnel                                  | Lenzburg                    | 1870                  | ehemalige Unterführung der Seetalbahn unter SBB-Damm                           |      |
| Konservenfabrik Hero                        | Lenzburg                    | Seit 1886             | Ehemaliges Industrieareal mit Neubauten                                        |      |
| Untere Mühle                                | Lenzburg                    | Bis 1914              | Sägerei, Nachfolge: Wisa-Gloria                                                |      |
| Wisa-Gloria                                 | Lenzburg                    | 1914                  |                                                                                |      |
| Dampfmaschine Wisa-Gloria                   | Lenzburg                    | 1903                  | Dampfmaschine von Sulzer                                                       |      |
| Mechanische Werkstatt / Nagelfabrik         | Lenzburg                    | 19. Jahrhundert       | Metallverarbeitung                                                             |      |
| Arbeiterwohnhäuser                          | Lenzburg                    | 20. Jahrhundert       | Neben der A1-Autobahnbrücke                                                    |      |
| Schweizerische Leinenindustrie / Hetex Garn | Niederlenz                  | 18. Jahrhundert       | Indiennedruckerei, 1810 Spinnerei und Weberei, später Kunstfaserweberei        |      |
| Mühle                                       | Niederlenz                  | Mittelalter           | Getreidemühle, später mit Tabakstampfe und Gipsmühle                           |      |
| Bandweberei                                 | Niederlenz                  | 1839                  | Textilfabrik                                                                   |      |
| Hornikanal                                  | Niederlenz, Möriken-Wildegg | 19. Jahrhundert       | Bewässerungs- und Fabrikkanal                                                  |      |
| Manufaktur Laué                             | Möriken-Wildegg             | 1775                  | Indiennemanufaktur, 1920 Kupferdrahtisolierwerk, 1969 zu den Kabelwerken Brugg |      |
| Wohnhaus Laué                               | Möriken-Wildegg             |                       | Fabrikantenvilla                                                               |      |
| Hellmühle                                   | Möriken-Wildegg             | 16. Jahrhundert, 1690 | Getreidemühle                                                                  |      |
| Bahnhof Wildegg                             | Möriken-Wildegg             | 1858                  | Bahnhof der Nordostbahn                                                        |      |
| Jura-Cementfabrik                           | Möriken-Wildegg             | 1890                  | Jura-Cement-Fabriken                                                           |      |
| Stellwerk Wildegg                           | Möriken-Wildegg             | 1995                  | Mechanisches Hebelstellwerk der SBB                                            |      |